# ولادیمیر شکس
ولادیمیر شکس (انگلیسی: Vladimir Šeks؛ زادهٔ ۱ ژانویهٔ ۱۹۴۳) یک سیاست‌مدار و وکیل اهل کرواسی است.